# Productes de la fissió nuclear

Part del diagrama de cicle CNO, fet només per ser il·lustratiu de les reaccions nuclears en general.

Els productes de fissió nuclear són els fragments atòmics que queden després que un gran nucli atòmic sofreixi fissió nuclear. Normalment, un gran nucli com el de les fissions de l'urani es divideix en dos nuclis més petits, juntament amb uns quants neutrons, l'alliberament d'energia tèrmica (energia cinètica dels nuclis) i els raigs gamma. Els dos nuclis més petits són els productes de fissió. (Vegeu també Productes de fissió (per element).
Al voltant del 0,2% al 0,4% de les fissions són fissions ternàries, produint un tercer nucli lleuger com l'heli-4 (90%) o el triti (7%).
Els propis productes de fissió solen ser inestables i, per tant, radioactius. Com que són relativament rics en neutrons pel seu nombre atòmic, molts d'ells experimenten ràpidament una desintegració beta. Això allibera energia addicional en forma de partícules beta, antineutrins i raigs gamma. Així, els esdeveniments de fissió normalment donen lloc a radiació beta i gamma addicional que comença immediatament després, tot i que aquesta radiació no és produïda directament pel propi esdeveniment de fissió.
Els radionúclids produïts tenen vides mitjanes variables i, per tant, varien en radioactivitat. Per exemple, l'estronci-89 i l'estronci-90 es produeixen en quantitats similars en la fissió, i cada nucli es desintegra per emissió beta. Però 90Sr té una vida mitjana de 30 anys, i 89 Sr una vida mitjana de 50,5 dies. Així, en els 50,5 dies que triguen a desintegrar-se la meitat dels 89 àtoms de Sr, emetent el mateix nombre de partícules beta que hi va haver desintegracions, menys del 0,4% dels 90 àtoms de Sr s'han desintegrat, emetent només el 0,4% de les beta. La taxa d'emissió radioactiva és més alta per als radionúclids de vida més curta, encara que també es desintegren més ràpidament. A més, els productes de fissió menys estables tenen menys probabilitats de desintegrar-se en núclids estables, en lloc de desintegrar-se en altres radionúclids, que pateixen més desintegració i emissió de radiació, afegint-se a la sortida de radiació. Són aquests productes de fissió de curta vida els que són el perill immediat del combustible gastat, i la producció d'energia de la radiació també genera calor important que cal tenir en compte a l'hora d'emmagatzemar el combustible gastat. Com que es creen centenars de radionúclids diferents, el nivell de radioactivitat inicial s'esvaeix ràpidament a mesura que els radionúclids de vida curta es desintegren, però mai no s'atura completament, ja que els radionúclids de vida més llarga constitueixen cada cop més els àtoms inestables restants. De fet, els productes de curta vida són tan predominants que el 87 per cent es desintegra en isòtops estables durant el primer mes després de l'eliminació del nucli del reactor.

El producte de fissió produeix en massa per a la fissió de neutrons tèrmics de l'urani-235, el plutoni-239, una combinació dels dos típics dels reactors nuclears actuals, i l'urani-233 utilitzat en el cicle del tori.

## Formació i desintegració
La suma de la massa atòmica dels dos àtoms produïda per la fissió d'un àtom fissil sempre és menor que la massa atòmica de l'àtom original. Això es deu al fet que part de la massa es perd com a neutrons lliures, i un cop s'ha eliminat l'energia cinètica dels productes de fissió (és a dir, els productes s'han refredat per extreure la calor proporcionada per la reacció), aleshores la massa associada a aquesta energia és també es va perdre al sistema i, per tant, sembla que "falta" dels productes de fissió refrigerats.
Atès que els nuclis que poden experimentar una fissió fàcilment són especialment rics en neutrons (per exemple, el 61% dels nucleons de l'urani-235 són neutrons), els productes de fissió inicials solen ser més rics en neutrons que els nuclis estables de la mateixa massa que el producte de fissió. per exemple, el zirconi estable -90 és un 56% de neutrons en comparació amb l'estronci inestable -90 al 58%). Per tant, els productes de fissió inicials poden ser inestables i, normalment, experimentar una desintegració beta per moure's cap a una configuració estable, convertint un neutró en un protó amb cada emissió beta. (Els productes de fissió no es degraden mitjançant la desintegració alfa)
Uns quants productes de fissió inicials rics en neutrons i de curta vida es desintegren per desintegració beta ordinària (aquesta és la font de vida mitjana perceptible, normalment d'unes dècimes de segon a uns quants segons), seguida de l'emissió immediata d'un neutró per part de l'excitat. producte filla. Aquest procés és la font dels anomenats neutrons retardats, que tenen un paper important en el control d'un reactor nuclear.
Les primeres desintegracions beta són ràpides i poden alliberar partícules beta d'alta energia o radiació gamma. Tanmateix, a mesura que els productes de fissió s'acosten a condicions nuclears estables, les últimes una o dues desintegracions poden tenir una vida mitjana llarga i alliberar menys energia.

## Radioactivitat al llarg del temps
Els productes de fissió tenen una semivida de 90 anys (samari-151) o menys, excepte per set productes de fissió de llarga vida que tenen una semivida de 211.100 anys (tecneci-99) o més. Per tant, la radioactivitat total d'una barreja de productes de fissió purs disminueix ràpidament durant els primers centenars d'anys (controlada pels productes de curta durada) abans d'estabilitzar-se a un nivell baix que canvia poc durant centenars de milers d'anys.
Aquest comportament dels productes de fissió purs amb actínids eliminats, contrasta amb la desintegració del combustible que encara conté actínids. Aquest combustible es produeix en l'anomenat cicle del combustible nuclear "obert" (és a dir, sense reprocessament nuclear). Alguns d'aquests actínids tenen vides mitjanes en l'interval que falten d'uns 100 a 200.000 anys, cosa que causa algunes dificultats amb els plans d'emmagatzematge en aquest interval de temps per als combustibles de cicle obert no reprocessats.
Els defensors dels cicles del combustible nuclear que pretenen consumir tots els seus actínids per fissió, com el reactor ràpid integral i el reactor de sal fosa, utilitzen aquest fet per afirmar que d'aquí a 200 anys, els seus residus de combustible no són més radioactius que el mineral d'urani original.
Els productes de fissió emeten radiació beta, mentre que els actínids emeten principalment radiació alfa. Molts d'ells també emeten radiació gamma.